# Early Trax
Early Trax è un album di raccolta del gruppo musicale statunitense Ministry, pubblicato nel 2004.

## Tracce
Testi e musiche di Al Jourgensen.
1. (Every Day Is) Halloween – 6:36
2. Halloween (Remix) – 10:23
3. All Day – 5:50
4. All Day (Remix) – 6:34
5. Nature of Love – 7:03
6. Nature of Love (Cruelty Mix) – 6:44
7. Nature of Love (Outtakes) – 8:08
8. He's Angry – 3:54
9. Move (Original Mix) – 5:06
10. I'm Falling – 4:24
11. I'm Falling (Alternative Mix) – 4:04
12. Overkill – 4:33